# Juan Abreu
Juan Abreu és un escriptor i pintor cubà. Abandona Cuba l'any 1980 a bord del Mariel. Comença la seva producció literària durant l'exili en ciutats com Miami, Nova York o San Francisco i la continua a Barcelona, on resideix des del 1997.
Ha publicat les novel·les A la sombra del mar (1998), Gimnasio, emanaciones de una rutina (2002) i Accidente (2004). És autor de dos llibres per a nens: El gigante Tragaceibas (2002) i El niño que quiso ser excremento; i de la trilogia futurista integrada per Garbageland (2001), Orlán veinticinco (2003) i El masturbador. També és pintor i la seva obra ha estat exposada als Estats Units i a diversos països d' Europa i d'Amèrica Llatina.